# 河村舞子
河村 舞子（かわむら まいこ、1983年9月19日 - ）は、北海道札幌市出身の女優、タレント。長くフリーで活動していたが、現在はswitch models内、switch entertainment所属。日本大学農獣医学部卒業。
女優業を中心にリポーターやMCとして幅広く活動。

## 来歴・人物
- スポーツ万能で、陸上競技では地区大会等に於いて数回の入賞経験有り。クラシックバレエは8年間学び、ヒップホップ等のダンスもこなす。大学時代はチアリーディングも習得し、しなやか且つアクロバティックな動きは得意。サッカーも詳しく、イベントでMCを務めたこともある。
- 料理好きでグルメコラムを連載中。
- 本格的な海釣りにもはまっている。
- 趣味：釣り、料理、クラシックバレエ
- 特技：チアリーディング、マラソン
- 3兄妹の長女（兄と弟がいる）[1]。

## 出演

### 映画
- ズラ刑事（2007年） - 御子 役
- 髪がかり（2007年） - 智香 役
- ギララの逆襲/洞爺湖サミット危機一発（2008年） - 通訳の女5 役
- bloom（2008年） - GOD 役（未公開）
- 沈む魚（2009年） - ヒロイン 役（未公開）
- こちら葛飾区亀有公園前派出所 THE MOVIE（2011年）
- ワイルド7（2011年）
- ALWAYS 三丁目の夕日'64（2012年）

### TV
- ドキュメンタリードラマ「ノルウェイの森」（2010年、ヨーロッパ　ベルギーTV局） - 緑 役
- 侍戦隊シンケンジャー（2010年、テレビ朝日系）ゲスト出演

### 広告
- 日経BP社 企業広告（2007年）
- KARADA factory アジア イメージモデル（2010年）

### Web
- JAグループ北海道「北海“道”でしょう！」リポーター

### その他
- AJI「会いたくて」PV（2011年）
- ガールズアワード2010 MC（2010年）2ステージ担当
- 知的障がい者サッカー　イベント「日本代表VS芸能人チーム」MC（2010年）
- eBookjapan「望月三起也の一品絶品」コラム連載（2010年〜）